# Bezirk Mürzzuschlag
Der ehemalige politische Bezirk Mürzzuschlag lag im Nordosten der Steiermark. Das Kfz-Kennzeichen war MZ.

## Geschichte
Im Zuge der Reorganisation der steirischen Bezirkshauptmannschaften wurde der Bezirk zum 1. Jänner 2013 mit dem Bezirk Bruck an der Mur zum Bezirk Bruck-Mürzzuschlag fusioniert.

## Angehörige Gemeinden
Der Bezirk Mürzzuschlag umfasste 16 Gemeinden, darunter zwei Städte und fünf Marktgemeinden.

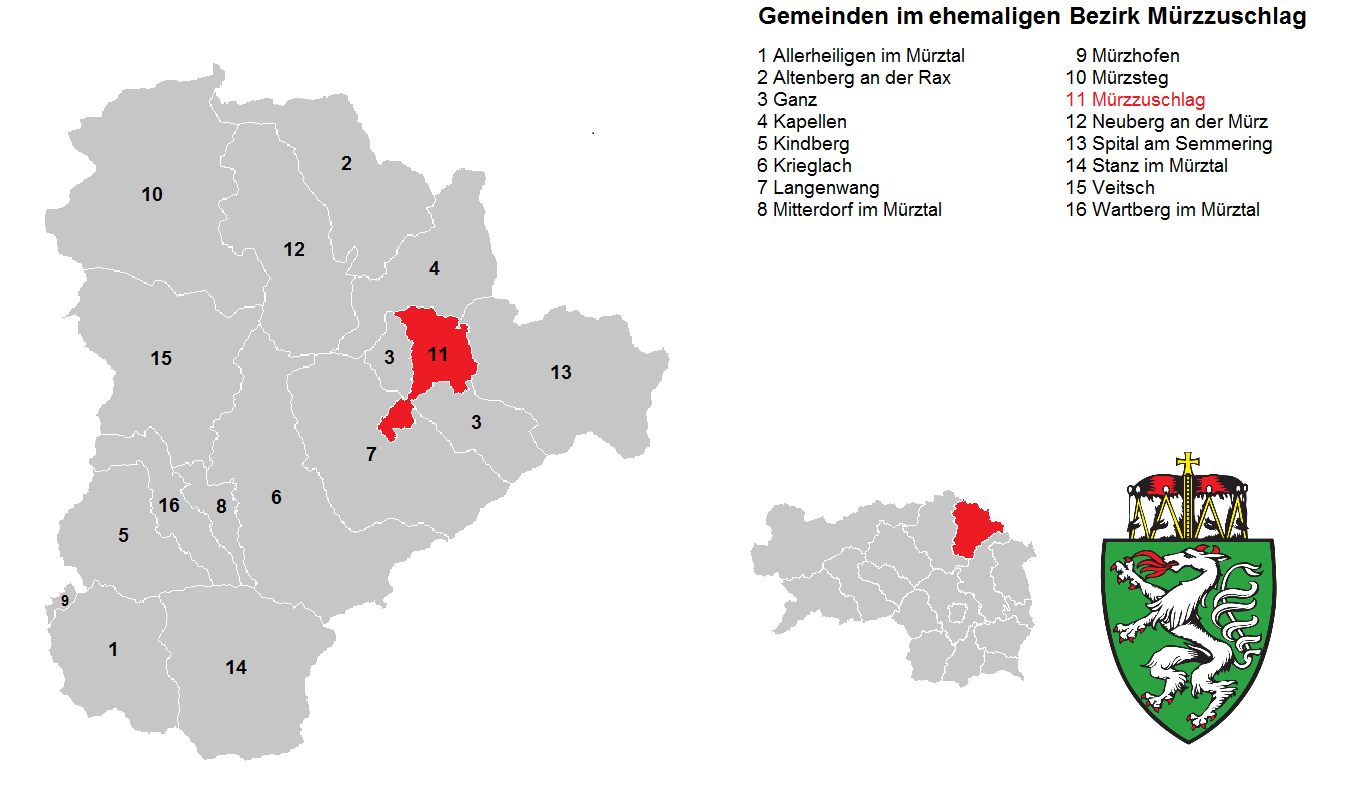

## Ehemalige Bezirkshauptleute
- Franz Hervay von Kirchberg (1903)
- Graf Rudolf Schönfeld (1904)
- Heinrich Lorang von Schottendorf (1906)
- Graf Alois Montecuccoli (1918)
- Camillo Vöres-Valtin (1919)
- Franz Porsche (1931)
- Albert Wöhrer (1932)
- Alexander Smekal (1933)
- Erich Duman (1934)
- Rudolf Klug (1938)
- Alfred Schachner-Blazizek (1945)
- Julius Reichl (1954)
- Hans Bauer (1955)
- Heribert Uray (1964)
- Anton Maier (1977)
- Gerhard Ofner (1987)
- Gabriele Budiman (2006–2012)[2]